# Silvia Vidal
Silvia Vidal (Barcelona, 17 de diciembre de 1970) es una escaladora, exploradora y alpinista española, profesional de la escalada de grandes paredes. Es conocida por sus logros en solitario en grandes muros de regiones montañosas remotas de Pakistán, India, Patagonia y Alaska de manera autónoma; así como por ser la primera española en ganar el Piolet de Oro en 2021.

## Trayectoria
Con 24 años, mientras estudiaba la licenciatura de Educación Física en el INEF, participó en Raiverd, una competición multideportiva que se realiza en Cataluña, en la que se incluía la escalada, un deporte que generó interés en Vidal. Sus inicios, a mediados de la década de 1990, fueron con la escalada tradicional en grandes paredes de varios largos. Un año después, escaló rutas de dificultad A5, pero no realizó su primer largo de escalada deportiva hasta que llevaba más de un año escalando de forma tradicional.
En 1996, la Federación Española de Deportes de Montaña y Escalada le otorgó el premio Piolet de Oro, en reconocimiento a su repetición en solitario a Principado de Asturias (A4), en el Naranjo de Bulnes. También escaló Montserrat y en 1997, en el parque nacional de Yosemite, ascendió El Capitán por las rutas Zodiac y Mescalito.
En agosto de 1999, Vidal, junto a sus compañeros Pep Masip y Miguel Puigdomenech, realizó el primer ascenso de Sol Solet en Amin Brakk, una torre de 5 800 metros en el Valle Nangma de Karakoram, en Pakistán, en la que pasaron 32 días continuos en la pared, con dificultad de escalada hasta A5. Colocaron 31 pernos con 27 agrupados en una sección de pared completamente en blanco.
En septiembre de 2004, Vidal y su compañero Eloi Callado establecieron una nueva ruta de 890 metros, la Mai Blau (A3 +) en la Torre Neverseen en la India Himalya. En julio de 2007, realizó una expedición en solitario de regreso a Karakoram en Pakistán y montó una ruta en solitario de 2 900 pies, llamada Life is Lilac, en Shipton Spire, pasando 21 días seguidos en la pared, con grados de dificultad A4 +.
Entre febrero y marzo de 2012, en otra expedición en solitario, estableció Espiadimonis, una ruta A4 de 1 500 metros en Serrania Avalancha en la Patagonia chilena. Aquí tuvo que atravesar la selva para llegar a la zona y establecer el campamento base, luego pasó 32 días continuos en solitario en la pared, de los cuales, pasó 16 inactivos en el pórtico debido a las condiciones de humedad. Además, la lluvia creó efectos de cascada a lo largo de la cara de la pared, por lo que Vidal casi siempre estuvo empapada.
En julio de 2017, estableció Un pas més (A4 +) en la cara oeste de Xanadu, una montaña en los picos Arrigetch de Alaska, una escalada que duró 17 días, y por la que recibió el Premio de la Federación Española de Deportes de Montaña y Escalada, en la categoría en escalada en pared de ese año.
En 2020, Vidal realizó la primera ascensión a la cara oeste del Cerro Chileno Grande, en la región de Aysén en la Patagonia Chilena, una vía de 1 180 metros (A3+/6a+), denominada Sincronia Màgica, en la que pasó 32 días colgada de la pared y totalmente incomunicada. Esta ascensión fue el motivo por el volvió a recibir el Premio a las Mejores Actividades en la categoría de escalada en pared que otorga la Federación Española de Deportes de Montaña y Escalada, y en 2021, un reconocimiento especial en el mayor galardón mundial de la escalada, el Piolet de Oro.

## Estilo y filosofía de escalada
Vidal es conocida en la comunidad de escaladores por haber realizado rutas de ayuda en solitario en regiones remotas y de difícil acceso del mundo, por ser partidaria de un enfoque independiente y laborioso de las expediciones, que van desde la investigación, la preparación y el transporte del equipo.
En las expediciones en solitario, Vidal evita llevar cualquier medio de comunicación, incluida la radio, el teléfono móvil o cualquier conexión a Internet. En zonas remotas, explora a veces sin mapas ni GPS y utiliza la intuición para navegar por la aproximación. En 2017, pasó un total de 53 días sola en la cordillera Arrigetch de Alaska, de los cuales 36 los pasó acarreando equipo y comida con un peso de 150 kilos, y 17 días de escalada. Vidal es partidaria de valorar los logros de los escaladores femeninos y masculinos por igual, pues cree que ambos son capaces de realizar hazañas de igual magnitud en el alpinismo, la escalada y la exploración.
Aunque Vidal ha tenido varios patrocinadores de escalada a lo largo de los años, tuvo que autofinanciar su expedición de 2007 al Karakoram. Sus expediciones son extremadamente exigentes desde el punto de vista físico, y a menudo requieren hasta seis meses de recuperación después del viaje. Tiempo en el que se dedica a realizar presentaciones y charlas de motivación sobre sus logros.